# Contea di Coolamon
La contea di Coolamon è una Local Government Area che si trova nel Nuovo Galles del Sud. Essa si estende su una superficie di 2.433 chilometri quadrati e ha una popolazione di 4.233 abitanti. La sede del consiglio si trova a Coolamon.